# ExtendedancEPlay
Az ExtendedancEPlay az angol Dire Straits együttes EP-je 1982-ből. Nevezik még Twisting by the Poolnak is, az első dala után. A dalokra a Dire Straits korai, rock and rollos stílusa jellemző, jazz és/vagy szving utánérzéssel. Ez az első kiadványa a zenekarnak Terry Williams dobossal, aki Pick Withers távozása után érkezett 1982 novemberében.
A Billboard albumlistáján az 53. helyet érte el.
Ez az EP sohasem jelent meg compact disc-en; habár a "Twisting by the Pool" című dal megjelent a Sultans of Swing válogatás-lemezen: The Very Best of Dire Straits és élő változatban a "Two Young Lovers" az Alchemy: Dire Straits Live-on.

## Az EP dalai
1. Twisting by the Pool – 3:28
2. Badges, Posters, Stickers and T-Shirts – 4:47 US
3. Two Young Lovers – 3:22
4. If I Had You – 4:15

Minden szám Mark Knopfler szerzeménye.

## Kislemez
Twisting by the Pool #14 UK